# Oppidum de Constantine
L'oppidum de Constantine est un site protohistorique celte, situé sur la commune de Lançon-Provence, dans le département des Bouches-du-Rhône, dans la région Provence-Alpes-Côte d'Azur, en France.
Avec son rempart en pierres sèches d'environ 240m de long et les bases de sept tours côté nord, ses ruines de temple chtonien au centre et ses traces d'habitats de plusieurs époques, c'est l'un des oppida les mieux conservés de la région.

## Présentation
Certainement bâti à l'âge du fer – VIe siècle av. J.-C. – le site de Constantine est l'un des plus grands oppida de Provence, et aussi l'un des mieux conservés, avec sept hectares de surface sur son élévation rocheuse, dominant la plaine de l'étang de Berre. Il éveille la curiosité particulièrement grâce à la présence de multiples ruines d'usages et de périodes différents, d'avens, d'une citerne, d'un lieu de culte, d'habitations, d'une chapelle paléochrétienne et de plusieurs murailles protohistoriques encore visibles.
Ce village perché se trouvait sous la tutelle de la puissante tribu salyenne, dont la capitale était Entremont (Aix-en-Provence). Outre ses caractéristiques défensives, d'habitation permanente et de lieu d'échanges marchands, sa situation en faisait également un lieu votif à Bélénos, dieu gaulois des bonnes eaux.
Constantine a certainement joué un rôle dans les relations commerciales qu'entretenaient les salyens et les «grecs» (phocéens), mais aussi en tant que place forte d'une « couronne défensive » salyenne contre les massaliotes notamment à partir du IIe siècle av. J.-C.). En effet, les «grecs» semblant acquérir des parts toujours plus grandes du commerce maritime celto-gaulois, les salyens menèrent ou encouragèrent des actions militaires contre l'expansion de la colonie grecque, ainsi que des raids contre les commerçants voyageurs et des actions de blocages contre les grecs et leurs établissements commerciaux annexes (Fos, Avignon, Cavaillon, Antibes, Nice, etc.).

## Situation

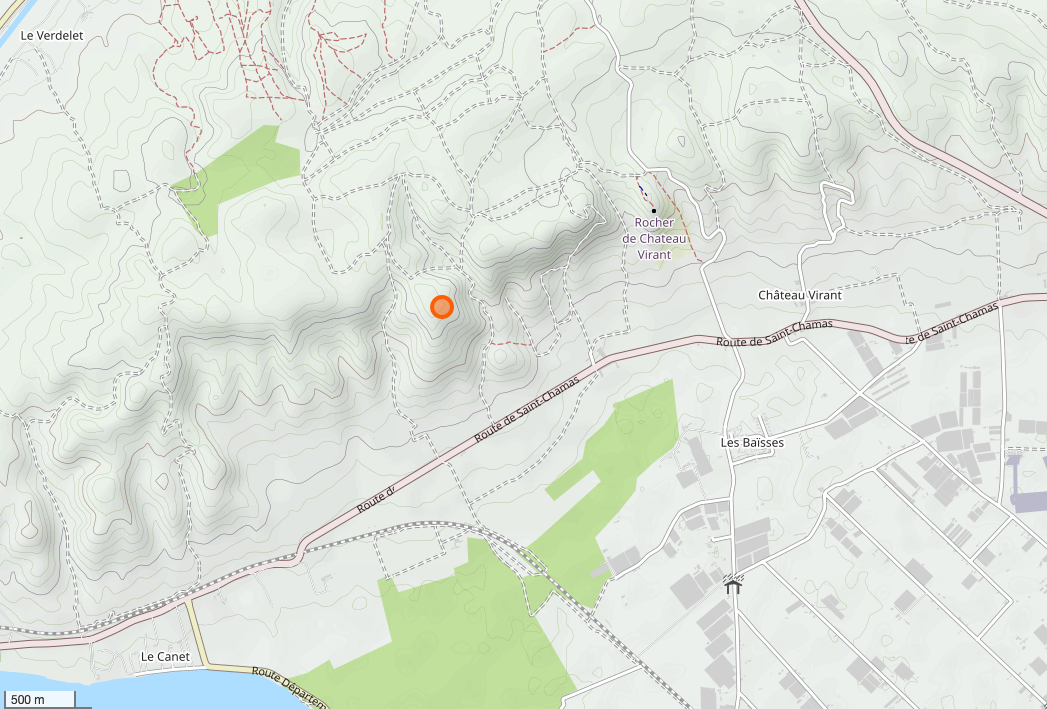
Plan du relief autour de l'Oppidum (point orange).

Le site de 7 hectares se trouve sur la propriété du domaine de Calissanne – dont les bâtiments sont au pied du rocher sur la D10 (« Route de Saint Chamas ») – dans le sud de la commune de Lançon-Provence, mais à proximité (5 km à l'ouest) de La Fare-les-Oliviers. Il faut donc impérativement s'adresser au Domaine de Calissanne pour pouvoir pénétrer les lieux.
Cette place forte des salyens est à replacer historiquement dans le contexte d'une longue couronne d'oppida, de fermes et de hameaux, qui s'étend de l'étang de Berre (voire du Rhône) jusqu'aux collines du Var, en passant par Entremont et les massifs de Sainte-Victoire et de la Sainte-Baume, soit sur une centaine de kilomètres. L'Oppidum des Escalèdes se trouve à environ 5km à l'ouest, un autre oppidum (plus modeste) existait sur ce qui est à présent la commune de La-Fare-les-Oliviers et le site protohistorique de Roquepertuse se trouve à 10km à l'est à vol d'oiseau, sur la route de la capitale Entremont. À l'extrémité Est de ce petit massif se trouvait l'Oppidum de Pierredon (commune d'Éguilles).
En effet, Constantine est à quelques kilomètres au sud d'un croisement d'axes routiers importants, et ce depuis le Néolithique : d'Est en Ouest, la future voie aurélienne permet de relier la péninsule italique à la péninsule ibérique ; du Nord au Sud, cette zone de passage voit transiter la plupart des marchandises (ambres, métaux et armement, alimentation, tissus et lainages, main d'œuvre, etc.) provenant du nord de la Gaule et de l'Europe via la vallée du Rhône et vers le comptoir phocéen de Massalia et d'autres ports de la côte à destination de toute la Méditerranée.

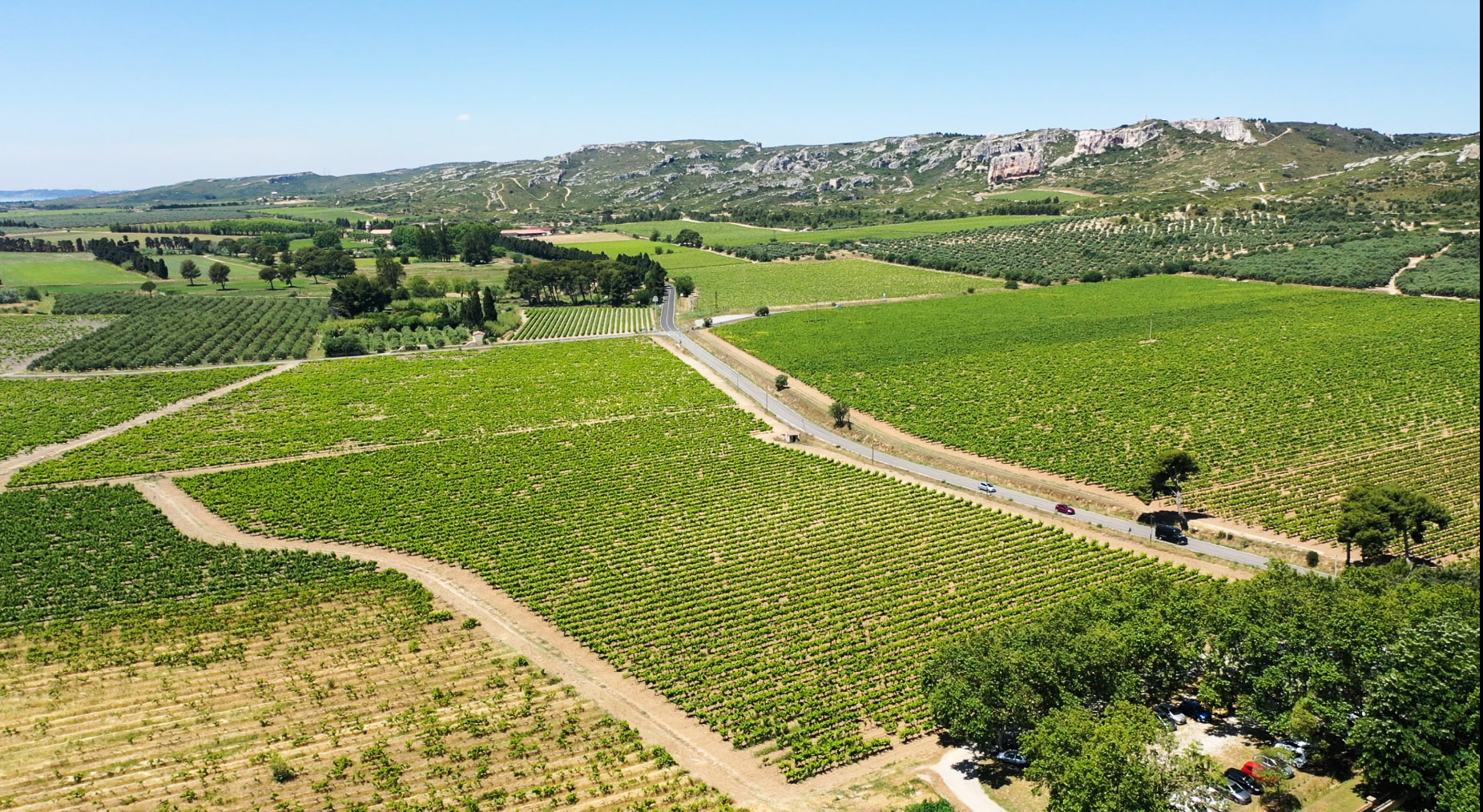
Vue générale du site de l'oppidum de Constantine (massif calcaire) dominant la plaine de l'étang de Berre et une partie du Domaine de Calissanne (2020) ;
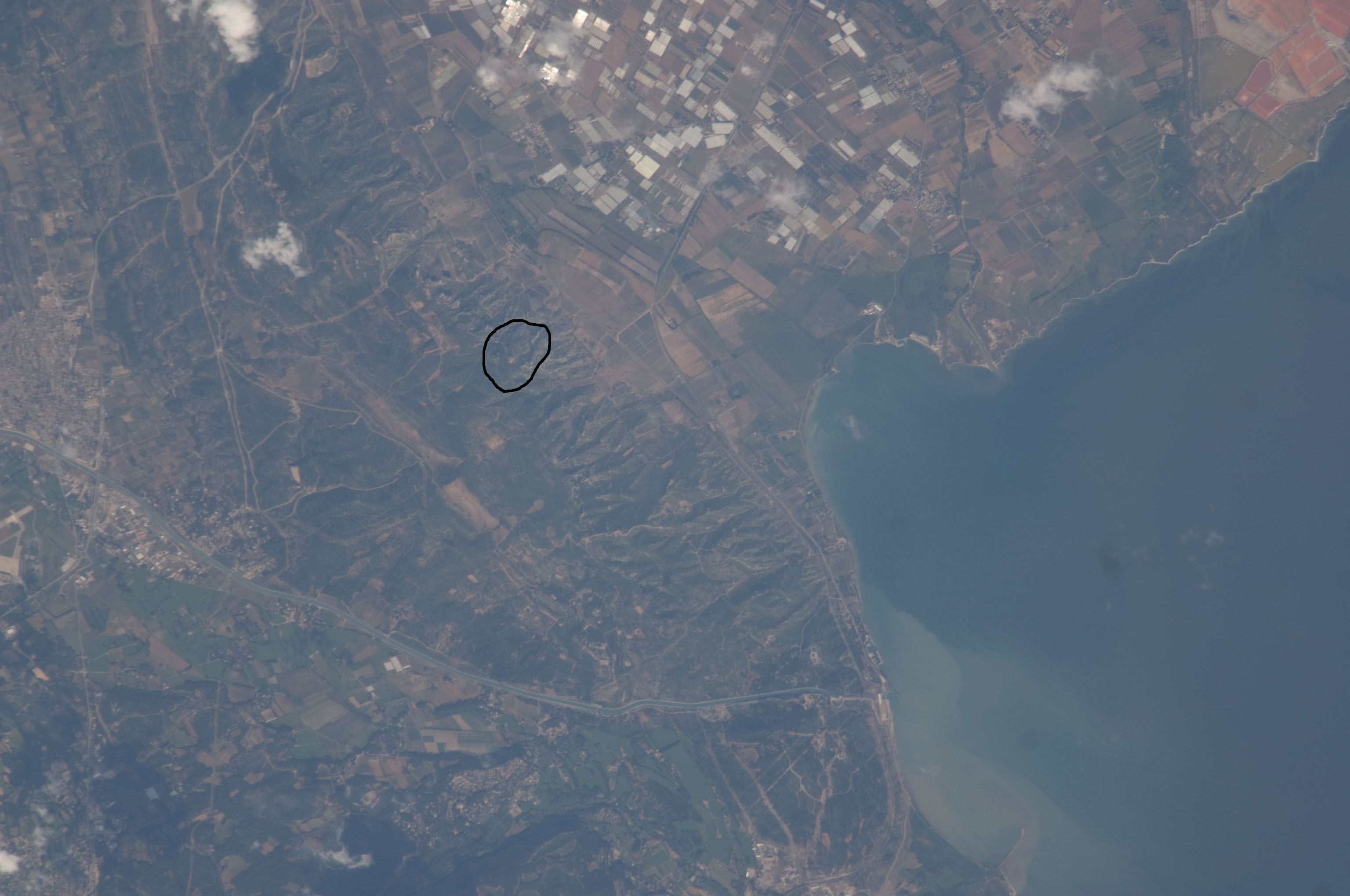
Vue du site de l'Oppidum de Constantine (entouré) depuis la Station spatiale internationale - ISS Expedition 20, 6 juin 2009. Angle : est (haut) ouest (bas).

## Historique
Archéologiquement parlant, l'oppidum a attiré de nombreuses fouilles depuis le XVIe siècle, menant parfois à des pillages désastreux sur le plan patrimonial. Les fouilles les plus rigoureuses et les plus complètes datent du tournant du XXIe siècle, à partir des années 1980 (Hettiger, 1987) jusqu'à la campagne de 2007 qui vient clore les relevés géographiques et archéologiques.

### Préhistoire
La question de savoir si ce site était habité au néolithique, voire au paléolithique, n'est pas tranchée. Aucune source académique contemporaine ne mentionne une occupation avant le premier millénaire avant notre ère.

### Protohistoire
L'histoire de l'oppidum de Constantine commence véritablement à partir du milieu du premier millénaire avant notre ère, sous l'influence celto-ligure. Durant cette période d'insécurité relative – due à l'étroitesse des territoires celto-gaulois, à des désaccords entre tribus et à des intérêts divergents – l'habitat à proprement parler semble se recroqueviller autour de nœuds stratégiques et en hauteur. L'oppidum de Constantine, comme beaucoup d'autres, pouvait servir tout à la fois de garnison, de lieu de stockage, de sanctuaire votif, de centre marchand voire financier ou encore d'étape routière.
Des sarcophages possiblement protohistoriques sont trouvés à deux emplacements différents en 2013. Selon l'archéologue F. Verdin une petite nécropole aurait été creusée, génération après génération, des deux côtés de la route d'accès méridionale de l'oppidum (cf. «Plan général de l'oppidum», rubrique Architecture) ce qui indiquerait que cette route était la principale voie d'accès – l'autre se trouvant au nord.
L'accès nord était différent de ce que l'on peut encore voir aujourd'hui : loin de n'être qu'un chemin abrupt en terre battue, il était certainement en partie pavé et bénéficiait d'un muret de soutènement qui longeait la façade nord de la muraille, jusqu'à un endroit où une pente naturelle plus douce permettait de récupérer un chemin, soit vers le fond du vallon, soit en continuant vers le sommet de la colline au nord.
Concernant l'habitat protohistorique fouillé près de l'aven (au centre du site), il s'agit ici d'une ou plusieurs maison(s) d'importance (peut-être celle d'un responsable des lieux ou dignitaire ?), dont le dallage était constitué d'un pavement de mortier à inclusion de pierres dures blanches. Une statue de Jupiter, qui fit un temps partie de la décoration de la maison, laisse penser qu'elle a continué d'être habitée durant le Haut-Empire.
Des contrepoids de pressoirs ont été retrouvés sur l'emplacement de l'église paléochrétienne, pouvant laisser supposer une activité agricole à la période Laténienne (entre le Ve et le Ier siècle avant notre ère) comme c'est aussi le cas à Entremont.

### Antiquité
En 1991, les fouilles d'Yves Rigoir ont permis de dégager pas moins de cinq couches dans un petit périmètre assez bien conservé autour du lieu de culte protohistorique de l'oppidum. La datation allant de la période hellénistique (ici, début du IIe siècle avant notre ère) à l'Antiquité tardive (Ve siècle).
Depuis les années 2000, nous savons avec plus de certitude que l'occupation du site fluctua autour de l'Empire : occupé jusqu'à la période romaine, il connait un déclin entre le dernier quart du Ier siècle avant notre ère et le Ve siècle de notre ère, pour être réoccupé (notamment par les Wisigoths) au haut Moyen Âge, jusqu'au IXe siècle.
Constantine aurait donc été abandonné entre 20 et 10 av. J-C., pour laisser place à un habitat de plaine plus en adéquation avec la sécurité, le mode de vie et le commerce qu'offrait la présence romaine ; puis réhabité progressivement à partir du Ve siècle, face notamment aux menaces sécuritaires et à l'amenuisement des territoires de l'Antiquité tardive et du haut Moyen Âge.

### Moyen âge
Durant le haut Moyen Âge, le site redevint un refuge et même peut-être un village pour des familles de paysans et fermiers locaux. On y a trouvé, à l'intérieur de l'enceinte et accolées aux remparts, des pièces d'habitat d'environ 6 à 8 mètres de longueur sur 3-4 mètres de largeur, dénotant un goût pour l'espace intérieur que l'antiquité gréco-romaine avait pu laisser derrière elle.
Une chapelle paléochrétienne fut construite entre le Ve et le VIe siècle, sur le point le plus haut de ce petit plateau. Ses dimensions ne sont pas particulièrement modestes pour l'époque : 17 m de longueur, 7 m de largeur, preuve que l'habitat devait y être substantiel (quelques dizaines de foyers couverts par cette paroisse) et que l'oppidum était redevenu un chef-lieu.
Des travaux intérieurs sont visibles dans cette chapelle jusqu'au IXe siècle, preuve de l'existence de cette communauté villageoise assez tardivement.
L'occupation de Constantine semble n'avoir pas survécu à l'Empire carolingien. Un même phénomène de retour aux villes de plaine, qui s'était produit sous l'Empire romain, peut en avoir été une des raisons.

### Période moderne
Des légendes sont apparues au cours des XVIe et XVIIe siècles, alors que l'on s'intéressait à la découverte de ce patrimoine antique.
Au début du XVIIe siècle, un italien entreprit de descendre dans le plus grand des deux avens du site. Une légende populaire voulait que des statues d'or représentant l'empereur Constantin, Sainte Hélène et sa fille reposent au fond de l'aven. Des mécènes financèrent l'expédition mais rien n'y fut trouvé. Cette légende pourrait, malgré elle, venir appuyer la destination votive de l'aven, comme gouffre d'offrande aux puissances telluriques durant la Protohistoire et peut-être l'Antiquité.
Bouche, un érudit aixois du XVIIe siècle, écrit dans sa Chrorographie ou description de la Provence et l'histoire du même pays (1664) : «Contestine, ou Constantine, voici une ville sur une montagne, de laquelle ville véritablement il n'est point fait mention dans aucun historien ni géographe.... (...) elle retient encore de si grandes marques de sa grandeur et de son antiquité en ses longues murailles, flanquées de tours. (...) Quelques murailles anciennes que j'aie pu voir à Rome et ailleurs, je n'en ai point vu qui marquent une si grande antiquité.»
En 1933, Henri de Gérin-Ricard – par ailleurs découvreur de Roquepertuse – fit des fouilles à Constantine. C'est lui qui dégagea la chapelle paléochrétienne, ainsi que des poteries campaniennes et mérovingiennes, prouvant pour la première fois la longue (ré)habitation du site.
En 1948, des fouilles furent effectuées par M. Renard, de l'Université de Liège ; mais c'est seulement en 1955 que l'archéologue Jacques Gourvest y entreprit les premières recherches méthodiques.
Le site de l'oppidum appartient depuis le XIXe siècle au domaine de Calissanne, situé en contrebas de la colline.

## Architecture
Il est possible que, comme sur des sites voisins pendant la Protohistoire (Coudounèu, Les Escalèdes) l'habitat humain ait été bâti en terre crue (torchis, adobe, mortier, fascines, etc.), comme cela se faisait déjà au Néolithique dans la région.
Sur le plan de son architecture militaire, l'oppidum gaulois était ceint au trois quarts d'un mur en pierre sèche d'environ un kilomètre de longueur et de trois mètres d'épaisseur à sa base. Des blocs cyclopéens étaient utilisés jusqu'à une hauteur d'environ 2 à 3 m depuis ses fondations.

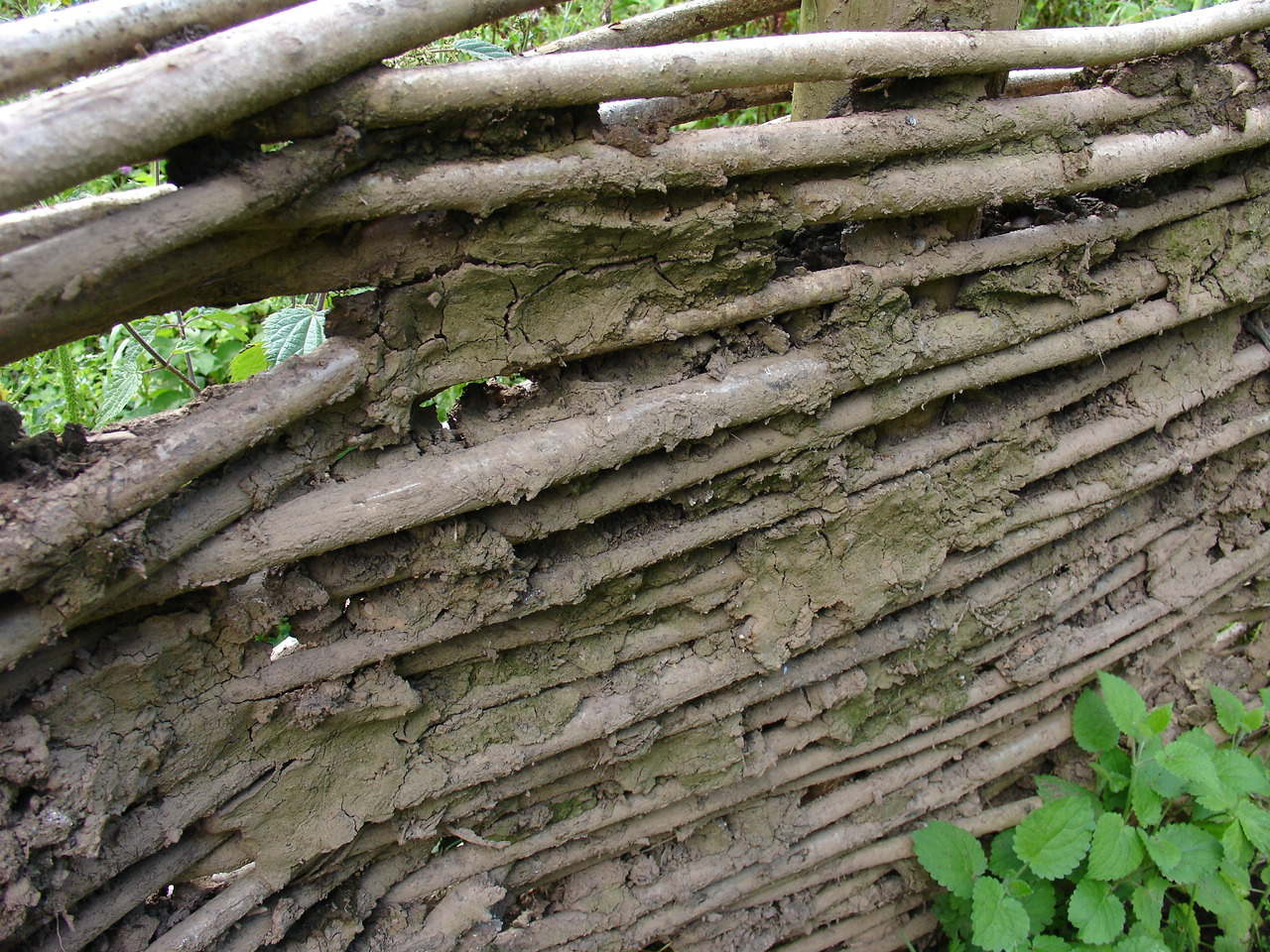
Exemple d'un mur celtique, en fascines de saule recouvertes de terre crue séchant lentement ;
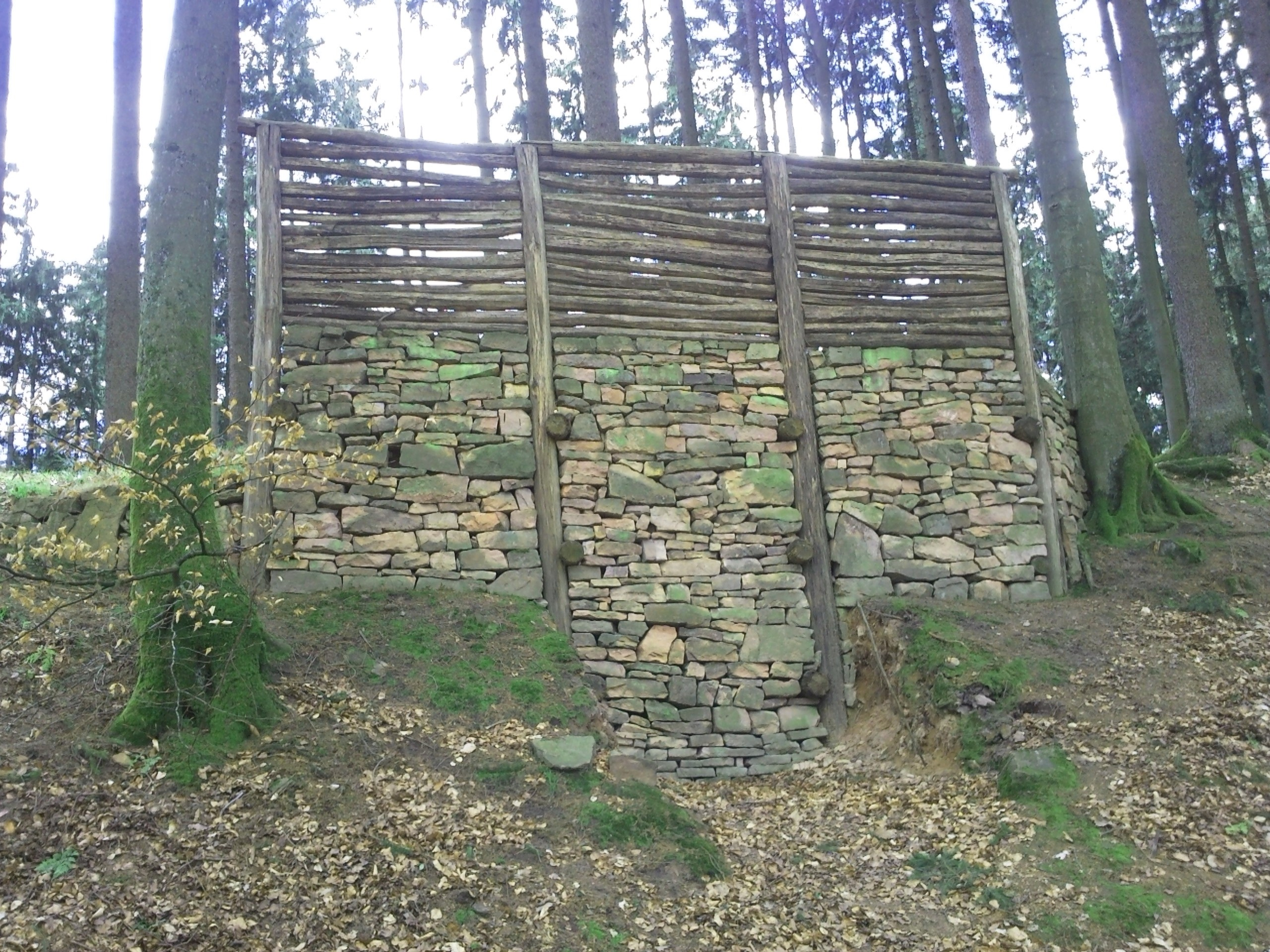
Exemple d'un mur celtique défensif (reconstitution en Allemagne).

Le 6 septembre 1978, est découverte une pierre de taille portant la gravure d'un buste gaulois «préromain» (voir photos ci-après) près d'un chemin, au pied de la colline de l'oppidum. Cette pièce, découverte par Jean-Louis Charrière de l'Association archéologique Entremont (Aix), fut remise le 1er août 1980 au Musée Granet ; elle fait depuis partie de ses collections archéologiques.
Un chapiteau «préromain» fut retrouvé sur le site même de l'oppidum, par Yves Rigoir (1991), ce dernier écrit : Cette copie d'un modèle de style ionique est réalisée de façon simplifiée mais intelligente : très en volume en comparaison avec les «découpages» des corbeaux d'Ensérune (Jannoray, 1955, 125-127) ou la taille géométrique de celui de Saint-Blaise (Rigoir, 1983), elle s'organise sur un haut de colonne travaillé de multiples facettes. De part et d'autre sont accolés deux cylindres parallèles aux extrémités gravées autour d'un œil plat de trois tores concentriques pour simuler les spirales qui caractérisent cet ordre. Ces volumes sont reliés par un plan trapézoïdal approximativement semblable sur les deux faces (...)». Le chapiteau pourrait avoir été soutenu par une colonne en bois – laissant supposer une hauteur peu élevée du bâtiment –, car aucune autre trace de colonne minérale n'est retrouvée dans cette fouille.

## Galerie

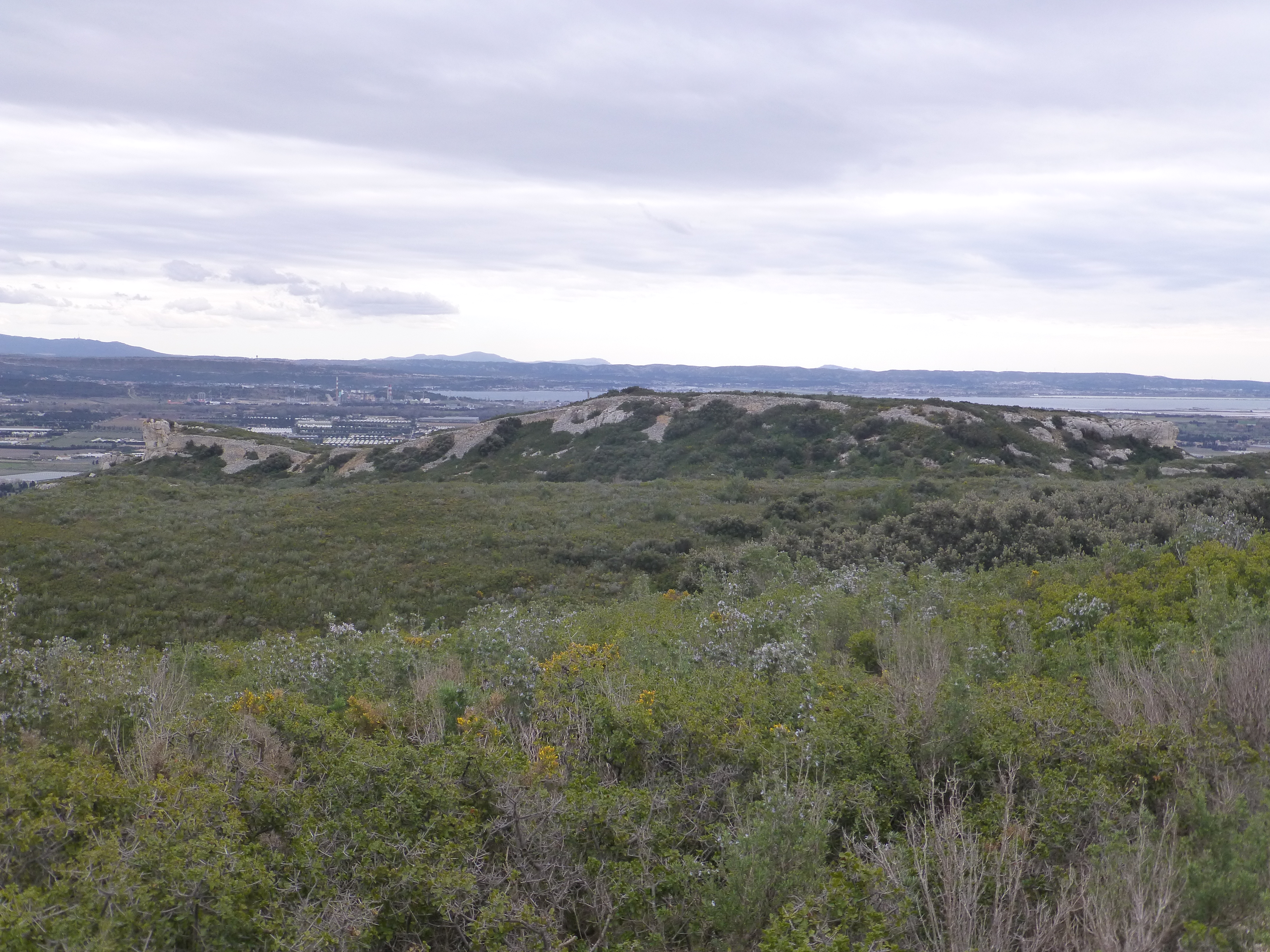
Vue depuis le nord, la partie la plus fortifiée ;
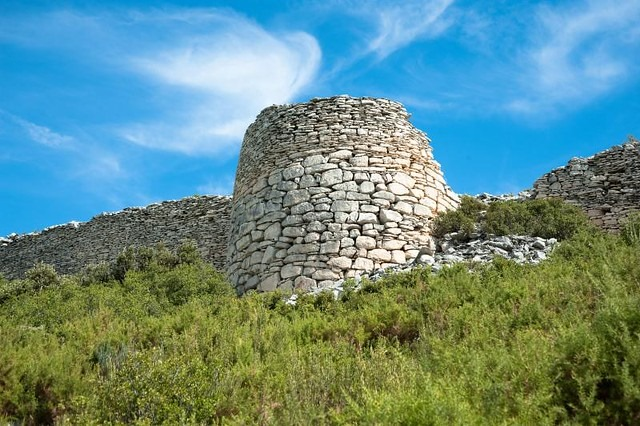
tour et rempart du seul point d'entrée, côté nord.
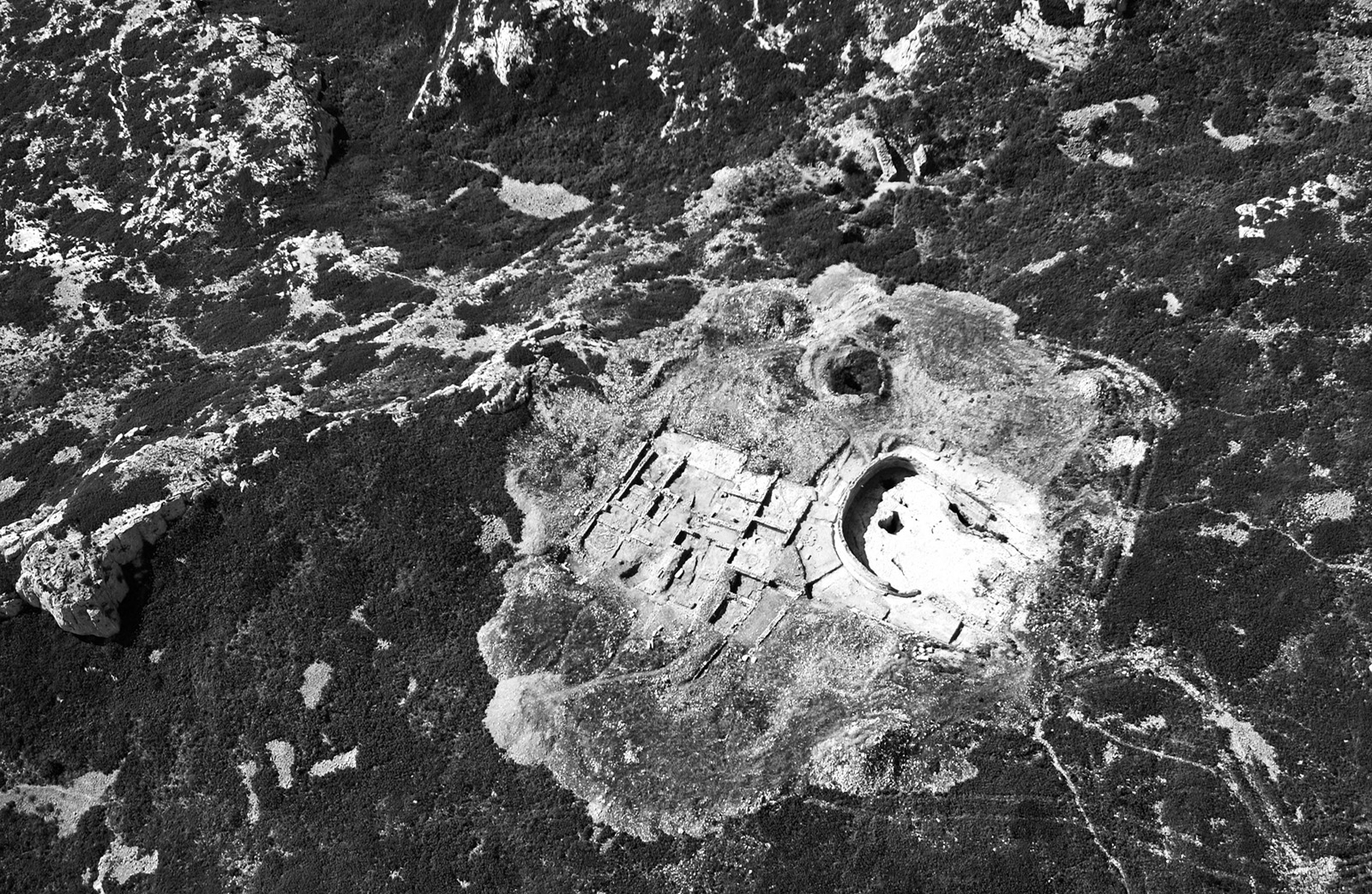
Vue aérienne du quartier du sanctuaire (2006) ;

## Protection
Depuis 1993, le site fait l'objet d'une inscription sur la liste des monuments historiques.
L'ensemble du site fait partie de la propriété privée (et chasse gardée) du Domaine de Calissanne. Il convient donc, pour chaque visite, d'en faire la demande expresse auprès du domaine.